# Karl Wittgenstein
Karl Wittgenstein (n. 8 aprilie 1847, Gohlis⁠(d), Saxonia, Germania – d. 20 ianuarie 1913, Viena, Austro-Ungaria) a fost un antrepenor și industriaș austriac născut în Germania, care a făcut avere din industria siderurgică, devenind în anii 1890 unul dintre cei mai bogați oameni din lume. El este tatăl filosofului Ludwig Wittgenstein și al pianistului Paul Wittgenstein.

## Biografie

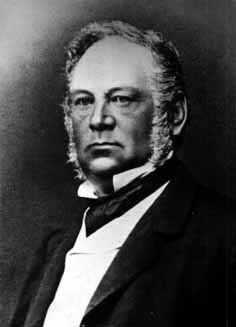
Tatăl lui Karl, Hermann Wittgenstein 1802–1878

Bunicul lui Karl Wittgenstein, Moses Meyer, aparține unei comunități evreiești din Germania - el vine din Laasphe, din fostul district Wittgenstein (actualmente Renania de Nord-Westfalia). El s-a mutat la Korbach înainte de 1802, unde a deschis un mare magazin de en-gros și a devenit comerciant.
În 1808, în urma decretului de asimilare și cetățenie promulgat în regatul Westfalia, modelat pe constituția franceză, Moses Meyer adoptă ca nume de familie numele orașului natal, Wittgenstein. El este cunoscut pentru un timp ca "Moses Meyer Wittgenstein". Meyer a avut printre alții, un fiu, Hermann Christian (n. 12 septembrie 1802 - d. 1878), care a mutat afacerea tatplui la Gohlis la sfârșitul anilor 1830. După convertirea sa la protestantismul luteran, Heinrich Christian s-a căsătorit în 1839 cu Fanny Figdor (1814-1890), dintr-o familie de bancheri vienezi, de asemenea evrei convertiți.
Karl s-a născut în 1847. El este al șaselea dintre cei unsprezece copii pe care i-au avut Hermann și Fanny. Trei ani mai târziu, familia s-a mutat la Vösendorf, districtul Mödling, Austria. Aici s-au născut ultimii patru copii. Familia s-a mutat la Viena în 1860, unde Hermann a lucrat în domeniul imobiliar. 
Karl a primit o educație clasică costisitoare, dar s-a răzvrătit și la vârsta de șaptesprezece ani a fugit în America, unde timp de doi ani și-a câștigat existența servind în restaurante și dând lecții de vioară și germană. La întoarcerea la Viena, s-a înscris la Universitatea Tehnică din Viena, unde a obținut o diplomă de inginer.  Prin intermediul lui Paul Kupelwieser (1843-1919), care s-a căsătorit cu Bertha Wittgenstein, o soră a tatălui său, Karl se angajează la uzinele siderurgice din Teplitz. Acest mare complex industrial, fondat de Albert Salomon von Rothschild, este condus de Paul și de fratele său Karl Kupelwieser, și va deveni "Prager Eisenindustrie-Gesellschaft" situat în Boemia de Nord, fiind în acea perioadă principalul bazin siderurgic al Imperiului austro-ungar.
Karl a devenit director în 1877, iar câțiva ani mai târziu, acționar majoritar. Profitând de poziția și cunoștințele sale, a făcut avere în industria siderurgică. A fondat mai întâi "Böhmische Montangesellschaft" și apoi în 1886 "Prager Eisenindustrie-Gesellschaft". Între anii 1887 și 1890, cartelul a absorbit alte societăți siderurgice. A fost apropiat de milionarul american Andrew Carnegie, de la care importă metodele de management ale producției industriale și managementul resurselor umane. 
În 1897, el a achizitionat un pachet majoritar în consorțiul metalurgic Österreichisch-Alpine Montangesellschaft (ÖAMG), reorganizează și eficientizează munca provocând proteste violente ale forței de muncă și o anchetă guvernamentală asupra unui posibil „acord privind prețul oțelului" (în contextul unei situații oligopoliste, prețul oțelului poate fi convenit între trusturile industriale, în afara legilor pieței). Ca urmare, Karl se retrage din afacere la vârsta de 52 de ani și începe un tur al lumii.
La întoarcere, el își vinde toate acțiunile în diferitele companii și filiale pe care le deține: evaluate la câteva sute de milioane de coroane, această avere este apoi plasată sub formă de obligațiuni de stat care produc rente viagere, dar și în Elveția, în Țările de Jos în "Trustul Wittgenstein".

### Copii
Karl s-a căsătorit cu Leopoldine Maria Josefa Kalmus, cunoscută de prieteni ca Poldi, în 1873. Ei au avut următorii copii:
- Hermine "Mining" (n. 1 decembrie 1874, Teplitz - d. 11 februarie 1950, Viena) necăsătorită
- Dora (n./d. 1876, Viena)
- Johannes "Hans" (n. 1877, Viena - d. 1902, Chesapeake Bay, posibil suicid), muzician
- Konrad "Kurt" (n. 1 mai 1878, Viena  - d. octombrie/noiembrie 1918, suicid)
- Helene "Lenka" (n. 23 august 1879, Viena - d. aprilie 1956, Viena) căsătorită cu dr. Max Salzer
- Rudolf "Rudi" (n. 27 iunie 1881, Viena - d. 2 mai 1904, Berlin, suicid)
- Margaret "Gretl" (n. 19 septembrie 1882, Viena - d. 27 septembrie 1958, Viena) căsătorită cu Jerome Stonborough în 1904, divorțată în 1923
- Paul (n. 11 mai 1887, Viena - 3 martie 1961, New York), pianist
- Ludwig "Lucki" (n. 26 aprilie 1889, Viena - d. 29 aprilie 1951, Cambridge), filosof